# Dulu kagan
Dulu kagan (kitajsko 吞阿娄拔奚利邲咄陆可汗, pinjin Tūn'ālóubáxīlìbì Duōlù Kèhán) je bil od leta 632 ali 633 do leta 634 vladar Zahodnega turškega kaganata, * ni znano, † 634.

## Zgodnje življenje
Bil je sin Bagatur kagana. Potem ko je njegovega strica Tong jabgu kagana ubil Kulug Sibir, kandidat vzhodnih plemen (Dulu) za kagana Zahodnega turškega kaganata, je vzhodna frakcija postala prevladujoča sila v Zahodnem turškem kaganatu. Nišu, pripadnik rivalskih zahodnih plemen (Nušibi) je leta 631 podprl svojega bratranca, Tongovega sina Dieli Tekina, kot kandidata za položaj kagana. Po državnem udaru leta 633 je Dieli pobegnil na jug in Nušibiji so podprl kandidata Nišuja iz Karašarja (zdaj mesto v Šindžjangu). 
Po mnenju turškega zgodovinarja Aydına Ustaja, ki se opira na srednjeveške perzijske zgodovinarje Al-Tabarija, Ibn al-Asirja  in Al-Baladhurija, je Dulu poskušal pomagati Kozravu III. proti vojskam Arabskega kalifata in sodeloval v nekaj manjših bitkah, vendar se je moral zaradi upora doma vrniti na vzhod.

## Vladanje
S prihodom Dulu kagana na prestol so vodilno vlogo v kaganatu prevzeli Nušibiji. Po samo enem letu vladanja je leta 634 umrl in prestol prepustil svojemu bratu Tong šadu, ki je vladal kot  preimenoval v Išbara Tolis.